# الحكومة الإماراتية (2016)
حكومة دولة الإمارات العربية المتحدة (2016) هي الحكومة الثانية عشر في تاريخ دولة الإمارات منذ قيام الاتحاد عام 1971، والسادسة التي شكلها الشيخ محمد بن راشد آل مكتوم بعد اعتماد الشيخ خليفة رئيس الدولة.

## الرؤية والأهداف
أعلن الشيخ محمد بن راشد آل مكتوم عن تشكيل الحكومة عبر حسابه على تويتر وخلال انعقاد القمة العالمية للحكومات، كما أعلن عن التشكيل الوزاري الجديد بتاريخ 10 فبراير 2016. وكان أبرز ما يميز هذه الحكومة هو استحداث وزارتين تعنى بتوفير السعادة والتسامح في المجتمع الإماراتي.

## أعضاء مجلس الوزراء
1. الشيخ محمد بن راشد آل مكتوم، رئيس مجلس الوزراء وزير الدفاع
2. الفريق الشيخ سيف بن زايد آل نهيان، نائب رئيس مجلس الوزراء وزير الداخلية
3. الشيخ منصور بن زايد آل نهيان، نائب رئيس مجلس الوزراء وزير شؤون الرئاسة
4. الشيخ حمدان بن راشد آل مكتوم، وزير المالية
5. الشيخ عبد الله بن زايد آل نهيان، وزارة الخارجية والتعاون الدولي
6. سلطان بن أحمد الجابر، وزير دولة
7. عبدالله بلحيف النعيمي، وزير تطوير البنية التحتية
8. الشيخة لبنى القاسمي، وزيرة دولة للتسامح
9. محمد عبد الله القرقاوي، وزارة شؤون مجلس الوزراء والمستقبل
10. سهيل بن محمد المزروعي، وزير الطاقة
11. سلطان سعيد المنصوري، وزير الاقتصاد
12. نجلاء بنت محمد العور، وزير تنمية المجتمع
13. حسين إبراهيم الحمادي، وزير التربية والتعليم
14. عبد الرحمن محمد العويس، وزير الصحة ووقاية المجتمع
15. الشيخ نهيان بن مبارك آل نهيان، وزير الثقافة وتنمية المعرفة
16. صقر غباش سعيد غباش، وزير الموارد البشرية والتوطين
17. أنور محمد قرقاش، وزير الدولة للشؤون الخارجية
18. سلطان سعيد البادي، وزير العدل
19. ثاني بن أحمد الزيودي، وزير التغير المناخي والبيئة
20. عبيد حميد الطاير، وزير الدولة للشؤون المالية
21. ميثاء سالم الشامسي، وزيرة دولة
22. ريم إبراهيم الهاشمي، وزيرة دولة لشؤون التعاون الدولي
23. محمد بن أحمد البواردي، وزير دولة لشؤون الدفاع
24. جميلة بنت سالم المهيري، وزير دولة لشؤون التعليم العام
25. أحمد بن عبد الله بالهول، وزير دولة لشؤون التعليم العالي
26. نورة محمد الكعبي، وزير دولة لشؤون المجلس الوطني الاتحادي
27. شما بنت سهيل المزروعي، وزير دولة لشؤون الشباب
28. عهود خلفان الرومي، وزيرة دولة للسعادة
29. راشد بن أحمد بن فهد، وزير دولة